# Jihomoravský župní přebor 1998/1999
V soubojích 39. ročníku Jihomoravského župního přeboru 1998/99 (jedna ze skupin 5. fotbalové ligy) se utkalo 16 týmů každý s každým dvoukolovým systémem podzim–jaro. Tento ročník začal v srpnu 1998 a skončil v červnu 1999.

## Nové týmy v sezoně 1998/99
- Z Divize D 1997/98 sestoupilo do Jihomoravského župního přeboru mužstvo FC ŽĎAS Žďár nad Sázavou.
- Mužstvo FK Dolní Bojanovice přešlo ze Středomoravského župního přeboru 1997/98.
- Ze skupin I. A třídy Jihomoravské župy 1997/98 postoupila mužstva TJ MKZ Rájec-Jestřebí (vítěz skupiny A) a FC Miroslav (vítěz skupiny B).

## Konečná tabulka
Zdroj: 
| Poř. | Tým                              | Z  | V  | R  | P  | VG | OG | B  |
| ---- | -------------------------------- | -- | -- | -- | -- | -- | -- | -- |
| 1.   | SK Slavkov u Brna                | 30 | 22 | 5  | 3  | 67 | 22 | 66 |
| 2.   | FC Slavia Třebíč                 | 30 | 21 | 3  | 6  | 72 | 21 | 61 |
| 3.   | FC Kuřim                         | 30 | 13 | 7  | 10 | 42 | 35 | 46 |
| 4.   | TJ MKZ Rájec-Jestřebí (N)        | 30 | 13 | 6  | 11 | 57 | 53 | 45 |
| 5.   | FC Sparta Brno                   | 30 | 11 | 10 | 9  | 51 | 39 | 43 |
| 6.   | TJ Framoz Rousínov               | 30 | 12 | 7  | 11 | 44 | 40 | 43 |
| 7.   | TJ Sokol Bedřichov               | 30 | 12 | 6  | 12 | 46 | 50 | 42 |
| 8.   | TJ ČKD Blansko                   | 30 | 11 | 7  | 12 | 54 | 51 | 40 |
| 9.   | Tatran Brno-Bohunice             | 30 | 10 | 9  | 11 | 38 | 48 | 39 |
| 10.  | FC ŽĎAS Žďár nad Sázavou (S)     | 30 | 10 | 7  | 13 | 38 | 43 | 37 |
| 11.  | SK Buwol Metal Luka nad Jihlavou | 30 | 10 | 7  | 13 | 37 | 46 | 37 |
| 12.  | FC Rekos Hustopeče               | 30 | 10 | 5  | 15 | 46 | 55 | 35 |
| 13.  | SK Tuřany                        | 30 | 8  | 9  | 13 | 40 | 60 | 33 |
| 14.  | FC Miroslav (N)                  | 30 | 9  | 5  | 16 | 38 | 52 | 32 |
| 15.  | FK Dolní Bojanovice              | 30 | 9  | 4  | 17 | 38 | 69 | 31 |
| 16.  | FC Náměšť nad Oslavou            | 30 | 8  | 5  | 17 | 44 | 68 | 29 |

Poznámky:
- Z = Odehrané zápasy; V = Vítězství; R = Remízy; P = Prohry; VG = Vstřelené góly; OG = Obdržené góly; B = Body; (S) = Mužstvo sestoupivší z vyšší soutěže; (N) = Mužstvo postoupivší z nižší soutěže (nováček)

|  | Postup do Divize D 1999/00                             |
|  | Sestup do I. A třídy Jihomoravské župy – sk. A 1999/00 |
|  | Sestup do I. A třídy Jihomoravské župy – sk. B 1999/00 |